# Цриваць
Цриваць (хорв. Crivac) — населений пункт у Хорватії, в Сплітсько-Далматинській жупанії у складі громади Муч.

## Населення
Населення за даними перепису 2011 року становило 310 осіб.
Динаміка чисельності населення поселення:

## Клімат
Середня річна температура становить 12,23 °C, середня максимальна – 26,67 °C, а середня мінімальна – -1,84 °C. Середня річна кількість опадів – 909 мм.
| Клімат поселення                              | Клімат поселення | Клімат поселення | Клімат поселення | Клімат поселення | Клімат поселення | Клімат поселення | Клімат поселення | Клімат поселення | Клімат поселення | Клімат поселення | Клімат поселення | Клімат поселення | Клімат поселення |
| Показник                                      | Січ.             | Лют.             | Бер.             | Квіт.            | Трав.            | Черв.            | Лип.             | Серп.            | Вер.             | Жовт.            | Лист.            | Груд.            |                  |
| Середній максимум, °C                         | 8,62             | 9,08             | 12,12            | 15,82            | 20,68            | 24,54            | 26,67            | 26,48            | 21,64            | 17,06            | 11,85            | 8,87             |                  |
| Середня температура, °C                       | 3,40             | 3,85             | 6,90             | 10,60            | 15,43            | 19,30            | 22,46            | 22,28            | 17,44            | 12,85            | 7,64             | 4,66             |                  |
| Середній мінімум, °C                          | −1,84            | −1,38            | 1,67             | 5,36             | 10,20            | 14,06            | 18,24            | 18,08            | 13,22            | 8,64             | 3,45             | 0,46             |                  |
| Норма опадів, мм                              | 74               | 66               | 71               | 78               | 66               | 65               | 43               | 55               | 82               | 98               | 115              | 96               |                  |
| Середньомісячна швидкість вітру, м/с          | 2.41             | 2.65             | 2.80             | 2.70             | 2.41             | 2.13             | 2.12             | 2.01             | 2.21             | 2.31             | 2.70             | 2.72             |                  |
| Середньомісячна сонячна радіація, кДж/м²·день | 5411             | 8151             | 11766            | 16182            | 19917            | 22454            | 24157            | 21235            | 15826            | 10323            | 5823             | 4599             |                  |
| --------------------------------------------- | ---------------- | ---------------- | ---------------- | ---------------- | ---------------- | ---------------- | ---------------- | ---------------- | ---------------- | ---------------- | ---------------- | ---------------- | ---------------- |
| Джерело:                                      |                  |                  |                  |                  |                  |                  |                  |                  |                  |                  |                  |                  |                  |